# Uncha Siwana
Uncha Siwana là một thị trấn thống kê (census town) của quận Karnal thuộc bang Haryana, Ấn Độ.

## Nhân khẩu
Theo điều tra dân số năm 2001 của Ấn Độ, Uncha Siwana có dân số 10.609 người. Phái nam chiếm 65% tổng số dân và phái nữ chiếm 35%. Uncha Siwana có tỷ lệ 75% biết đọc biết viết, cao hơn tỷ lệ trung bình toàn quốc là 59,5%: tỷ lệ cho phái nam là 85%, và tỷ lệ cho phái nữ là 58%. Tại Uncha Siwana, 10% dân số nhỏ hơn 6 tuổi.